# Terme Krka
Družba Terme Krka, d. o. o., Novo mesto, ki je del skupine Krka, združuje poslovne enote Terme Dolenjske Toplice, Terme Šmarješke Toplice, Hoteli Otočec in Grad Otočec ter Hotel Krka v Novem mestu pod njihovo okrilje pa spadata tudi edino slovensko zdravilišče na obali Talaso Strunjan in igrišče za golf na Otočcu.
Podjetje je nastalo leta 1973 z združitvijo Dolenjskih in Šmarjeških Toplic in njuno vključitvijo v Krko, tovarno zdravil. V letih 1984 in 1985 sta bili podjetju pridruženi še poslovni enoti Zdravilišče Strunjan in Hoteli Otočec. V letu 1998 je družba Krka Zdravilišča ustanovila in postala večinski lastnik podjetja Krka – Zdravilišče Strunjan Leta 2002 so Krka Zdravilišča skupaj z družbeniki ustanovili družbo Golf Grad Otočec V letu 2003 je Krka-Zdravilišče Strunjan kupilo manjši hotelski kompleks Laguna v Strunjanu. Leta 2004 je Krka Zdravilišča prevzela Hotel Metropol v Novem mestu. 
Junija 2006 se je podjetje Krka Zdravilišča preimenovalo v Terme Krka, podjetje Krka-Zdravilišče Strunjan pa v Terme Krka – Strunjan, d.o.o.. Zdravilišče v Strunjanu je junija 2006 poimenovano Talaso Strunjan. 
Junija 1997 so kot prvo zdraviliško turistično podjetje v Sloveniji za vse dejavnosti (zdravstveno, gostinsko in turistično) v vseh poslovnih enotah prejeli certifikat kakovosti ISO 9001/1994. Februarja 2004 so prejeli certifikat kakovosti ISO 9001/2000.
Terme Krka, d.o.o. je vključno z enoto v Strunjanu med največjimi podjetji v panogi zdraviliškega turizma v Sloveniji. V letu 2010 so ustvarili 31,8 mio evrov prihodka in s 1.477 ležišči 380.271 nočitev, kar predstavlja 3,5 % vseh nočitev v Sloveniji. Znotraj slovenskih naravnih zdravilišč so ustvarili 16 % vseh hotelskih nočitev. So eno največjih in najuglednejših podjetij v svoji panogi.